# Paul Kollsman
Paul Kollsman (Freudenstadt, 22 febbraio 1900 – Beverly Hills, 26 settembre 1982) è stato un inventore tedesco naturalizzato statunitense.
Grazie alla sua invenzione dell'altimetro barometrico nel 1928, in cui introdusse la finestra di Kollsman, cambiò definitivamente il mondo dell'aviazione, consentendo ai piloti di volare "non a vista", avendo come riferimento la quota fornita.